# مصرف الاتحاد العراقي
 مصرف الاتحاد العراقي مصرف عراقي خاص أُسس عام 2004،  يبلغ رأس المال للمصرف 252 مليار دينار.